# Тепих
Теписи су текстилије, које покривају подове или зидове. У првобитној форми то су били комади ка којим се прилагођава целокупна декорација, узорак и конструкција. Од 50-их година се производи тепих у произвољној дужини односно трака у разним ширинама чак до 6 m која се сече по потреби корисника.
Први теписи су се вероватно израђивали у средњој Азији пре 4–5 хиљада година. Засад најстарији налаз је из околине Пасирика у једној долини Алтаја.

## Историја
Чворасти тепих са хрпом вероватно потиче из области Каспијског мора (Северни Иран) или Јерменског горја. Иако постоје докази о стрижењу коза и оваца ради вуне и длаке која је била предена и ткана још пре 7. миленијума, најранији сачувани примерак је „тепих Пазирик“, који датира из 5. до 4. века пнре. Открио га је Сергеј Иванович Руденко 1949. године у гробници Пазирик у Алтајским планинама у Сибиру. Овај тепих богате боје је 200 x 183 cm (6'6" x 6'0") и уоквирен је ивицом грифона.
Овај четвртасти чупави тепих, који је готово савршено нетакнут, је приписиван многим културама. Многи стручњаци сматрају да је кавкаског, специфично јерменског пореклом. Простирка је ткана користећи јерменски двоструки чвор, а боја црвених нити израђена је од јерменске кочинеле. Истакнути ауторитет на пољу древних тепиха, Улрих Шурман, напомиње: „Из свих доступних доказа убеђен сам да је Пазирик тепих био погребни прибор и највероватније ремек-дело јерменске израде“. Ганцхорн се слаже са овом тезом. На рушевинама Персеполиса у Ирану, где су различите нације приказане како одају почасти, дизајн коња са тепиха Пазирик исти је као и рељеф који приказује део јерменске делегације. Историчар Херодот, који је писао у 5. веку пре нове ере, такође наводи да су становници Кавказа ткали лепе простирке сјајних боја које никада не избледе.

### Јерменија
У Јерменији су ископани различити фрагменти тепиха који датирају из 7. века пре нове ере или раније. Најстарији, и једини преживели чворасти тепих који постоји је тепих Пазирик, ископан из смрзнуте гробнице у Сибиру, датиран од 5. до 3. века п. н. е, сада у музеју Ермитаж у Санкт Петербургу. Овај четвртасти чупави тепих, готово савршено нетакнут, многи стручњаци сматрају да је кавкаског, специфично јерменског порекла. Угледни ауторитет старих тепиха, Улрих Шурман, каже за то: „Из свих доступних доказа убеђен сам да је тепих Пазирик био део погребне опреме и највероватније ремек-дело јерменског занатства“. Ганцхорн се слаже са овом тезом. На рушевинама Персеполиса у Ирану, где су различите нације приказане како одају почаст, дизајн коња са тепиха Пазирик исти је као и рељеф који приказује део јерменске делегације. Јерменски теписи били су познати по странцима који су путовали у Арцах; арапски географ и историчар Ал-Масуди приметио је да, међу осталим уметничким делима, никада није видео такве тепихе боле где другде.
Историчар уметности Хравард Хакобјан напомиње да „арцашки теписи заузимају посебно место у историји јерменске производње тепиха.“ Уобичајене теме и обрасци пронађени на јерменским теписима били су прикази змајева и орлова. Они су били различитог стила, богати бојама и украсним мотивима, те су чак били и раздвојени по категоријама у зависности од тога које су животиње на њима приказане, као што су арцвагоргс (орловски теписи), вишапагоргс (змајевски теписи) и оцагоргс (змијски теписи). Тепих који се помиње у натписима Каптавана састоји се од три лука, „прекривена вегатативним украсима”, и уметнички подсећа на илуминиране рукописе произведене у Арцаху.
Уметност ткања тепиха је поред тога била блиско повезана са израдом завеса, о чему сведочи одломак Киракоса Ганџакеција, јерменског историчара из 13. века из Арцаха, који је похвалио Арзу-Катун, супругу регионалног принца Вактанг Каченација, и њене ћерке за њихову стручност и умеће у ткању.

### Азербејџан
Гултапиново ископавање открило је неколико алата за ткање тепиха који датирају из 4. до 3. миленијума пре нове ере. Према енциклопедији Ираника Онлајн „Главна зона ткања била је у источном Закавказју јужно од планина које су пресекле регион по дијагонали, подручје које се сада налази у Азербејџанској ССР; то је домовина турског становништва познатог данас као Азери. Остале етничке групе такође су се бавиле ткањем, неки од њих у другим деловима Кавказа, али су имали мањи значај.” Азербејџан је био један од најважнијих центара ткања тепиха и као резултат тога развило се неколико различитих школа. Док су школе традиционално подељене на четири главне гране, свака регија има своју верзију тепиха. Школе су подељене у четири главне гране: Куба-ширванска, Гања-казахстанска школа ткања тепиха, Баку школа тепиха, карабашка школа ткања тепиха. Ткање тепиха је породична традиција у Азербејџану која се преноси вербално и са вежбањем, а такође је повезана са свакодневним животом и обичајима свог народа. У Азербејџану се производе различити типови тепиха и простирки, попут производа од свиле, вуне, златних и сребрних нити, као и, килим, сумак, зили, верни, мафрасхи и курјун. Године 2010, традиционална уметност азербејџанског ткања тепиха додата је на Репрезентативну листу нематеријалног културног наслеђа човечанства Унеска.

### Индија
Индијски теписи познати су по великој густини чворова. Ручно израђени теписи су специјалитет и веома су тражени на Западу. Индустрија тепиха у Индији успела је у успостављању друштвених пословних модела који помажу угроженим деловима друштва. Значајни примери подухвата друштвеног предузетништва су Џејпурски теписи и малопродајни ланац Фабиндија.

### ПерсијаИран
Иран је такође највећи светски произвођач и извозник ручно израђених тепиха, који производи три четвртине укупне светске производње и има удео од 30% светских извозних тржишта. Иран је такође произвођач највећег ручно израђеног тепиха у историји, површине 60.546 квадратних метара (што је једнако преко 5600 квадратних метара). Цртежи на персијским ћилимима представљају сцене из свакодневног живота, културно-историјске споменике, дрво живота и друге симболе.

### Турска
Турски теписи (познати и као анадолијски), било да су ручно чворовани или равно ткани, једно су од најпознатијих и етаблираних ручно израђених уметничких дела у свету. Историјски гледано: верски, културни, еколошки, друштвено-политички и друштвено-економски услови створили су широко распрострањену утилитаристичку потребу и пружили уметничку инспирацију многим племенским народима и етничким групама у централној Азији и Турској.
Најстарији записи о равно тканим ћилимима потичу из неолитске керамике у Чатал Хојуку, из периода око 7000 година пре нове ере. Једно од најстаријих насеља која су икада откривена, Чатал Хојук се налази југоисточно од Коније у средини Анадолијске регије. Досадашњим ископавањима (само 3% града) пронађена је карбонизована тканина, као и фрагменти ћилима насликани на зидовима појединих станова. Већина њих представља геометријске и стилизоване облике који су слични или идентични другим историјским и савременим дизајнима.
Жене своје вештине ткања уче у раном узрасту, проводећи месеце или чак године на изради лепих простирки за употребу у свакодневном животу. Као што је тачно у већини култура ткања, традиционално и готово искључиво, жене и девојке су занатлије и ткаље.